# Vedea (gmina w okręgu Teleorman)
Vedea – gmina w Rumunii, w okręgu Teleorman. Obejmuje miejscowości Albești, Coșoteni, Dulceanca, Meri i Vedea. W 2011 roku liczyła 3592 mieszkańców. 